# Ranieri Guerra
Raniero Guerra, meglio conosciuto come Ranieri, (Verona, 5 giugno 1953) è un medico italiano.
Ex direttore generale dell'ufficio di Prevenzione del Ministero della Salute, e direttore vicario dell’Organizzazione Mondiale della Sanità.
Dal mese di settembre 2021, lasciato l'incarico nell’Oms, ha assunto quello di direttore delle relazioni internazionali dell’Accademia Nazionale di Medicina che ha sede a Genova.

## Formazione
Nato il 5 giugno 1953 a Verona, dopo essersi diplomato al liceo classico, nel 1978 ottiene la laurea in Medicina e Chirurgia all’Università degli Studi di Padova con il massimo dei voti. Si specializza in Tecnica e Direzione Ospedaliera presso il Policlinico Universitario di Verona. Nel 1983 ottiene il Master of Science in Igiene e Sanità pubblica presso l’Università degli Studi di Milano. Trascorre un periodo a Londra, dove ottiene un Master in Sanità Pubblica nei Paesi in via di sviluppo alla London School of Hygiene & Tropical Medicine  e frequenta il corso avanzato per informatica sanitaria, organizzato dall’OMS, ottenendo il relativo certificato. Nel 2001 ottiene il diploma in Igiene e Medicina Tropicale presso lo stesso istituto di Londra. Partecipa a una serie di conferenze organizzate dal World Bank Institute di Washington su tematiche di sanità pubblica, attraverso un approccio storico.

## Professione
Non appena conseguita la laurea inizia a praticare al Policlinico Rossi di Verona fino al 1980, quando passa al CUAMM di Padova, avendo la possibilità di operare anche in Tanzania come medico addetto ai servizi territoriali e chirurgici. Grazie anche a questa esperienza nel 1983 entra a far parte in qualità di esperto medico della Direzione Generale per la Cooperazione allo Sviluppo del Ministero degli affari esteri, dove resta fino al 1989. Tra il 1995 e il 1996 è Direttore Sanitario d’azienda presso l’ASL di Friuli Occidentale. Nei primi anni 2000 entra a far parte del Fondo globale per la lotta all'Aids, la tubercolosi e la malaria di Bruxelles e Ginevra, in rappresentanza dell’Italia.
Inizia a collaborare con l'Organizzazione Mondiale della Sanità nel 2005, quando gli viene affidato il ruolo di Direttore Generale aggiunto per le iniziative strategiche, occupandosi principalmente dell’eradicazione della poliomielite e della salute dei migranti (Egitto, Palestina, Siria, Libano e Giordania). Nell'ottobre 2013 diviene Direttore Generale della prevenzione sanitaria e Chief Medical Officer presso il Ministero della salute. Ha ricoperto anche il ruolo di addetto scientifico presso l’Ambasciata d'Italia a Washington e in Australia e di Direttore del centro di collaborazione dell'OMS e Direttore dell’Ufficio per le relazioni esterne presso l’Istituto superiore di sanità. Ha lavorato e pubblicato largamente in operazioni umanitarie e d'emergenza e riforme sanitarie in paesi in via di sviluppo e di transizione. Ha lavorato inoltre con diverse organizzazioni multilaterali e con la Commissione Europea.
È stato ripetutamente ospite del programma televisivo Otto e mezzo.

## Controversie
Dal 2020, la trasmissione della Rai Report ha accusato Ranieri Guerra di aver fatto pressioni sull'Oms per far eliminare dal sito dell'Oms stessa un rapporto critico sull'operato del governo italiano. Ranieri Guerra è stato anche accusato di non aver preparato un piano pandemico per l'Italia.
Il 9 aprile 2021 risulta indagato dalla Procura di Bergamo per "false informazioni ai pm" in relazione alla sua deposizione come persona informata sui fatti nel novembre 2020.